# Gejagan (Pakis)
Gejagan is een bestuurslaag in het regentschap Magelang van de provincie Midden-Java, Indonesië. Gejagan telt 1095 inwoners (volkstelling 2010).